# Montrose (Illinois)
Montrose és una població dels Estats Units a l'estat d'Illinois. Segons el cens del 2000 tenia 257 habitants.

## Demografia
Segons el cens del 2000, Montrose tenia 257 habitants, 106 habitatges, i 64 famílies. La densitat de població era de 139,8 habitants/km².
Dels 106 habitatges en un 25,5% hi vivien nens de menys de 18 anys, en un 42,5% hi vivien parelles casades, en un 16% dones solteres, i en un 38,7% no eren unitats familiars. En el 33% dels habitatges hi vivien persones soles el 16% de les quals corresponia a persones de 65 anys o més que vivien soles. El nombre mitjà de persones vivint en cada habitatge era de 2,42 i el nombre mitjà de persones que vivien en cada família era de 3,18.
Per edats la població es repartia de la següent manera: un 23,3% tenia menys de 18 anys, un 8,9% entre 18 i 24, un 27,6% entre 25 i 44, un 21% de 45 a 60 i un 19,1% 65 anys o més.
L'edat mediana era de 37 anys. Per cada 100 dones de 18 o més anys hi havia 91,3 homes.
La renda mediana per habitatge era de 26.250 $ i la renda mediana per família de 38.438 $. Els homes tenien una renda mediana de 26.667 $ mentre que les dones 18.333 $. La renda per capita de la població era de 14.443 $. Aproximadament el 16,4% de les famílies i el 16,7% de la població estaven per davall del llindar de pobresa.

## Poblacions més properes
El següent diagrama mostra les poblacions més properes.